# 宇佐美渉
宇佐美 渉（うさみ わたる、11月14日 - ）は、日本の漫画家。女性。山口県出身・在住。血液型はO型。イラストレーターの壱（いち）は姉。

## 概要
1997年、ヒット出版社『COMICミカエル』で成人向け漫画家としてデビュー。同年、ワニマガジン社『COMIC快楽天』第1回新人漫画王決定戦奨励賞受賞。
成人向け雑誌やゲームアンソロジーでの活動を経て、2000年代中盤からは幼年向け少女漫画風の絵柄を活かした美少女ゲームのコミカライズ専門になっていたが、原作の持ち味を活かしつつ、世界観を広げるエピソードをちりばめた作品に仕上げていた。
オリジナル作品は初単行本の『少女通信』以外、大半が成人向け雑誌掲載でありながら成年コミックマークが付いていないが、アダルト描写自体は存在している。また、いくつかの作品で世界観を共有していた。
コミックスのあとがき漫画やゲームエッセイコミックでは、丸っこいウサギ姿で自画像が描かれている。
美少女ゲーム業界が低迷期に入ったこともあり、2011年に秋田書店『チャンピオンRED いちご』で連載された『アクロウム・エチュード Canvas4』以降、商業漫画家としての活動は行っていない。

## 作品リスト

### オリジナル作品
※特に断りの無いものはA5判。
- 『少女通信』 1998年7月発売、コアマガジン〈ホットミルクコミックス〉、ISBN 4-87734-194-3
  - 短編集。唯一の成人指定単行本。
- 『Heartfull. PINK（ハートフル ピンク）』 1999年9月発売、コアマガジン〈ハイパーホットミルクコミックス〉、ISBN 4-87734-295-8
  - 短編集。
- 『PRISM（プリズム）』 2000年5月発売、シュベール出版〈シュベールコミックス〉、ISBN 4-88332-196-7
  - 短編集。収録作品のうち「カノジョのお気に入り」（『RePrism』には収録されず）は『Pastel Colors』に話が繋がる。
- 『HAPPY COLOR』 2001年5月発売、ワニマガジン社〈ワニマガジンコミックス〉、ISBN 4-89829-437-5
  - 短編集。B6判。
- 『Pastel Colors（パステルカラーズ）』 2001年11月発売、シュベール出版〈零式コミックス〉、ISBN 4-88332-233-5
  - 「魔女っ子先生ぱすてるファルナ」を中心とした連作。表題は劇中に登場する魔法のステッキの名前（『ペンデルトーンズ』で判明）。ゲーム感想のエッセイ「うさみみげーむのーと」を収録。
- 『少女通信 The cutie girl network』 2002年1月31日発売[3]、コアマガジン〈ホットミルクコミックスEX〉、ISBN 4-87734-523-X
  - 旧版に一本追加した改訂版。B6判。
- 『はーとふるピンク』 2002年3月発売、シュベール出版〈零式コミックス〉、ISBN 4-88332-245-9
  - 『Heartfull. PINK』に1本追加した新装版。B6判。
- 『メイプル・フール・デイズ（Maple Fool Days）』 2002年5月発売、シュベール出版〈零式コミックス〉、ISBN 4-88332-253-X
  - 表題作品を中心とした短編集。「COMIC零式」などで断続的に連載されたゲームエッセイ「うさみみげーむのーと」は本作収録分で一旦終了するが、その後も作者のウェブページで細々と続いた。
- 『TWINS+』 2002年6月発売、シュベール出版〈零式コミックス〉、ISBN 4-88332-249-1
  - 表題作品を中心とした、妹・ロリ系の作品集。
- 『RePrism [RECYCLE PRISM]（リプリズム）』 2004年1月発売、大都社〈ダイトコミックス〉、ISBN 4-88653-806-1
  - 『PRISM』の再録中心の短編集。『PRISM』収録作品のうち7本が共通で、5本がオミットされ4本が新たに追加（巻頭カラー漫画を含む）。B6判。
- 『ペンデルトーンズ』 原作：ゆずはらとしゆき、大都社〈ダイトコミックス〉、上下巻
  - 一部設定が『Pastel Colors』と繋がりを持つSF作品。表題は劇中に登場する銃の名前。B6判。
  - 上巻 2004年8月発売、ISBN 4-88653-826-6
  - 下巻 2004年8月発売、ISBN 4-88653-827-4
- 『ペンデルトーンズ 咎人の星』 原作：ゆずはらとしゆき、一迅社〈IDコミックス REXコミックス〉、上下巻
  - 原作者が早川書房で小説版を刊行したことに伴う、大都社版の新装版。B6判。表紙イラストのみ描き下ろしで『RePrism』収録の番外編が収録された。現状、商業ベースでの最後の仕事。
  - 上巻 2013年2月27日発売[4]、ISBN 978-4-75806-363-0
  - 下巻 2013年2月27日発売[4]、ISBN 978-4-75806-364-7

#### 単行本未収録
- ほしをつぐもの
  - 原作：原田宇陀児。角川書店『月刊コンプエース』Vol.4（2006年1月号）掲載。前年、同じ原作者とのコンビで、美少女ゲーム『雫』の二次創作漫画『重力が衰えるとき』を同人誌で発表している。

### コミカライズ
- 『We Are-Cruel Angel's-』 シナリオ：秋タカシ、メディアワークス『月刊電撃コミックガオ!』連載、〈電撃コミックス〉、全1巻
  1. 2007年3月27日発売[5]、ISBN 978-4-8402-3745-1
- 『最終試験くじら Progressive C-side』 原作：CIRCUS、角川書店『月刊コンプエース』連載、〈角川コミックス・エース〉、全1巻
  1. 2007年12月20日発売[6]、ISBN 978-4-04-713994-7
- 『Piaキャロットへようこそ!!G.P.』 シナリオ：みさざきらん、秋田書店『チャンピオンRED いちご』、〈チャンピオンREDコミックス〉、全1巻
  1. 2009年2月20日発売[7]、ISBN 978-4-253-23060-5
- 『Canvas3 〜白銀のポートレート〜』 シナリオ：雨野智晴、秋田書店『チャンピオンRED いちご』Vol.11予告編、VOL.12 - 17連載、〈チャンピオンREDコミックス〉、全1巻
  1. 2010年2月19日発売[8]、ISBN 978-4-25323-052-0
- 『車輪の国、向日葵の少女』 原作：あかべぇそふとつぅ、アスキー・メディアワークス『月刊コミック電撃大王』2008年7月～2011年2月連載、〈電撃コミックス〉、全3巻
  1. 2010年7月27日発売[9]、ISBN 978-4-04867-720-2
  2. 2011年2月26日発売[10]、ISBN 978-4-04870-246-1
  3. 2011年4月27日発売[11]、ISBN 978-4-04870-411-3
- 『Piaキャロットへようこそ!!4』 シナリオ：稲村竜一、秋田書店『チャンピオンRED いちご』VOL.17 - VOL.22連載、〈チャンピオンREDコミックス〉、全1巻
  1. 2010年12月20日発売[12]、ISBN 978-4-25323-061-2
- 『アクロウム・エチュード Canvas4』 シナリオ：定池真実、秋田書店『チャンピオンRED いちご』Vol.23 - 28連載、未単行本化

### アンソロジー
活動初期からスタジオDNA（一迅社）、宙出版、ラポートの美少女ゲームアンソロジーの常連執筆者だった。
- 『キミと出会えたこの場所 -Kanon傑作集-』 2004年8月18日発売[13]、宙出版〈ミッシィコミックス ツインハートコミックス〉、ISBN 4-7767-1365-9
- 『幻想月光夜 -TYPE MOON傑作選-』 2005年1月17日発売[14]、宙出版〈ミッシィコミックス ツインハートコミックス〉、ISBN 4-7767-1513-9

### 小説イラスト
- 『Piaキャロットへようこそ!!2.3―告白の季節』 2001年7月19日発売[15]、著：伊豆平成、エンターブレイン〈ファミ通文庫〉、ISBN 4-7577-0308-2
- 『萌え体験告白集 お兄ちゃん大好きForever』 2005年8月24日発売[16]、二見書房〈二見ブルーベリー〉、ISBN 4-576-05139-3
- 『試作品少女 空想東京百景』 2005年10月21日発売[17]、著：ゆずはらとしゆき、二見書房〈二見ブルーベリー〉、ISBN 4-576-05176-8